# Brzozowice-Kamień
Brzozowice-Kamień – część miasta Piekary Śląskie w województwie śląskim, a także historyczna jednostka administracyjna, funkcjonująca samodzielnie w latach 1933–1972 w różnych odsłonach:
- 1933–1945 – jako gmina jednostkowa,
- 1945–1954 – jako gmina zbiorowa (w tym 1946–1954  o miejskich uprawnieniach finansowych),
- 1954 – jako gromada,
- 1954–1962 – jako  osiedle typu miejskiego,
- 1962–1972 – jako miasto,
- 1973–1975 – jako dzielnica Brzezin Śląskich,
- od 1973 część miasta Piekar Śląskich.

Od 27 maja 1975 jest to przemysłowy obszar w południowo-wschodniej części Piekar Śląskich. Na jej terenie znajdują się zakłady hutnicze cynku i ołowiu (zlikwidowane) oraz kopalnia "Andaluzja", wybudowana w 1908–1911.
System TERYT uwzględnia współcześnie część miasta Brzozowice-Kamień (SIMC 0942133) obok części miasta Brzozowice (SIMC 0942127) i Kamień (SIMC 0942162). Ponieważ historyczny twór Brzozowice-Kamień obejmował zarówno Brzozowice jak i Kamień, obszar ten nie pokrywa się terytorialnie ze współczesną częścią miasta o nazwie Brzozowice-Kamień, która obejmuje znacznie węższy obszar w rejonie ulicy Oświęcimskiej.

## Historia
1 kwietnia 1933 ze zniesionych gmin jedostkowych Brzozowic i Kamienia w powiecie świętochłowickim w województwie śląskim utworzono wspólną jednostkową gminę wiejską Brzozowice-Kamień. 1 kwietnia 1939 weszła w skład powiatu tarnogórskiego.
Podczas wojny włączona do III Rzeszy i powiatu Tarnowitz, a od 1 czerwca 1941 powiatu Beuthen-Tarnowitz w prowincji Oberschlesien (rejencja katowicka).
Po wojnie, 1 grudnia 1945, gminę jednostkową Brzozowice-Kamień przekształconą w gminę zbiorową Brzozowice-Kamień w powiecie tarnogórskim w województwie śląskim (od 1950 w  województwie katowickim), której 1 stycznia 1946 nadano status gminy wiejskiej o miejskich uprawnieniach finansowych.
Gminę Brzozowice-Kamień zniesiono jesienią 1954 wraz z reformą administracyjną kraju, a z jej obszaru utworzono gromadę Brzozowice-Kamień (z wyłączeniem kolonii Dołki), którą po pięciu tygodniach przekształcono w osiedle typu miejskiego. Osiedle zajmowało w 1961 roku obszar 5,55 km2 i zamieszkiwało je 6908 ludzi. 18 lipca 1962 osiedlu Brzozowice-Kamień nadano status miasta.
1 stycznia 1973 miasto Brzozowice-Kamień zniesiono, stając się częścią miasta Brzeziny Śląskie, a 27 maja 1975 – wraz z nim – częścią Piekar Śląskich.